# フルパバレー (カリフォルニア州)
フルパバレー（Jurupa Valley）は、アメリカ合衆国カリフォルニア州南部内陸に位置する都市。ロサンゼルスの東郊約100km、同州リバーサイド郡北西端、リバーサイド市とはサンタアナ川を隔てた北西岸に位置する。人口は105,053人（2020年国勢調査）。人口の7割以上がヒスパニック系の住民で占められている。

## 歴史

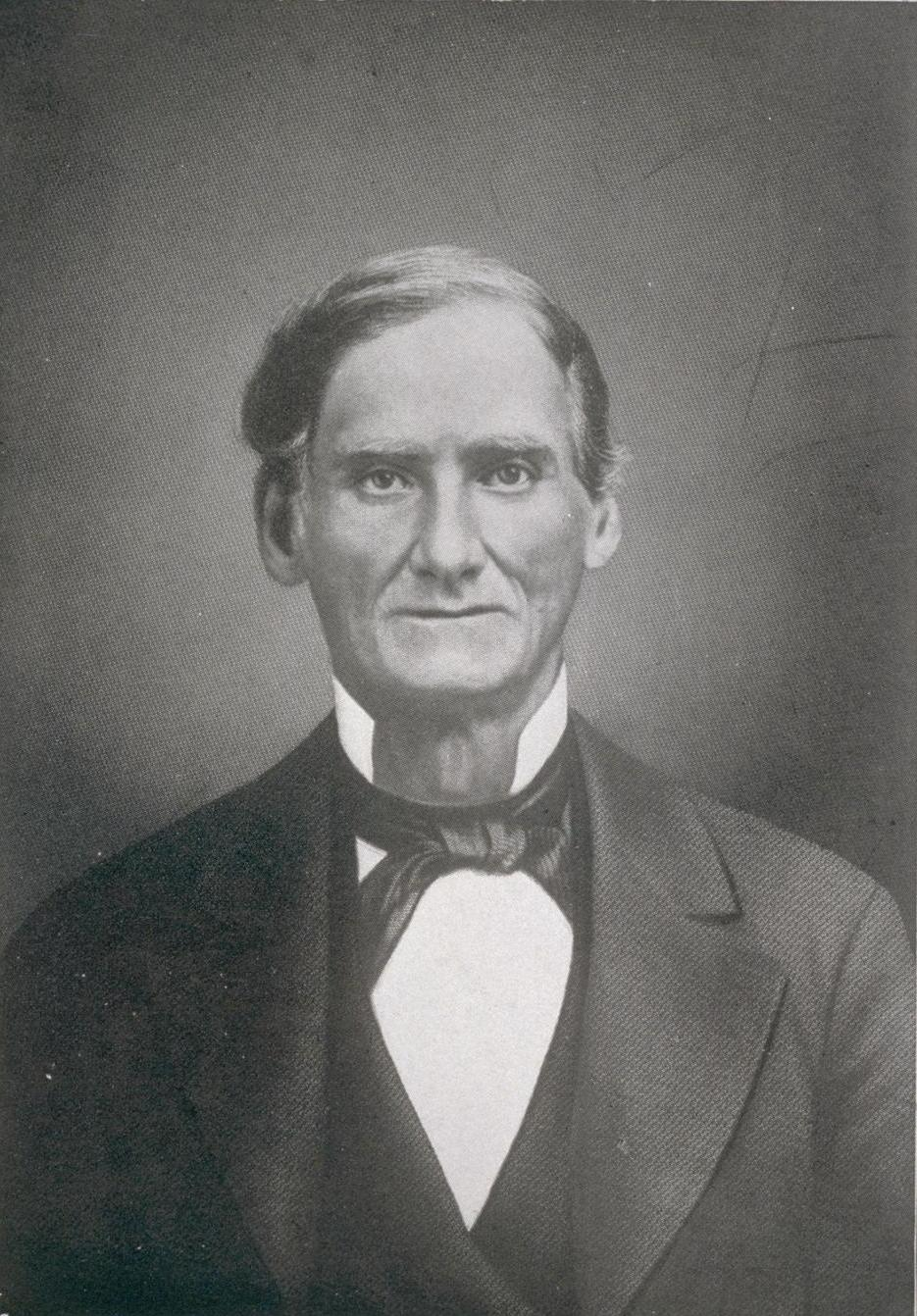
フアン・バンディーニ

フルパバレーは市としてこそ、2011年に法人化、市制を施行して成立した新しい市であるが、この地の歴史自体は古く、1893年のリバーサイド郡創設はおろか、1848年にカリフォルニアがアメリカ合衆国の領土となるよりも以前、メキシコ統治時代にまで遡る。「フルパ」（Jurupa）という地名は、1838年にメキシコがカリフォルニオの起業家フアン・バンディーニに与えた、ランチョ・フルパという名の土地に由来している。この土地が付与される以前には、この地にはセラーノ族やガブリエレーニョ族のネイティブ・アメリカンが住み、フルングナ（Jurungna もしくは Hurungna）という名の村を形成しており、これが転訛して「フルパ」という名が付与された土地に冠せられたものと見られている。しかし、「フルパ」という語そのものの意味については、「平和と友好」を意味する挨拶であるという説、「水場」を意味するJurumpaに由来するという説、そしてその後の言語研究による、この地域によく見られるカリフォルニアヤマヨモギ（Artemisia californica）を意味するJuruに由来するという説とがあり、定まっていない。

## 地理
フルパバレー市庁舎は北緯33度58分30秒 西経117度28分42秒 / 北緯33.97500度 西経117.47833度に位置している。市はロサンゼルスの東約100km、リバーサイドとはサンタアナ川を挟んだ対岸に位置している。
アメリカ合衆国国勢調査局によると、フルパバレー市は総面積113.13km2（43.68mi2）である。そのうち111.22km2（42.94mi2）が陸地で1.91km2（0.74mi2）が水域である。総面積の1.69%が水域となっている。市域はリバーサイド郡の北西端に広がり、その東と南はサンタアナ川、北はリバーサイド・サンバーナーディーノ郡境、西は州間高速道路I-15に囲まれている。市北端にはフルパ山（676m）がそびえる。市の標高は市庁舎の位置で219mである。
フルパバレーを含むインランド・エンパイアの気候は、1年を通じて乾燥し、特に乾燥の強い夏と、やや乾燥が和らぎ温暖な冬とに特徴付けられる。ケッペンの気候区分では、地中海性気候（Cs）から砂漠気候（BW）への移行区間にあり、ステップ気候（BS）に属する。気候についてはリバーサイド (カリフォルニア州)#気候も参照のこと。

## 政治
フルパバレーはシティー・マネージャー制を採っている。シティー・マネージャーは市の行政実務の長であり、市政府の事案、および市議会が策定した政策の範囲内で業務を行う市政府各局の効率的な管理に責任を負い、市議会に直接報告する。
市の立法機関である市議会は5人の議員からなっている。5人の市議員全員が、市を5つに分けた小選挙区から1人ずつ選出される。市議員の任期は4年である。市長および副市長は毎年、5人の市議員の中から1人ずつ選出され、公式の場で儀礼的な「市の代表」としての役割を果たす。

## 交通

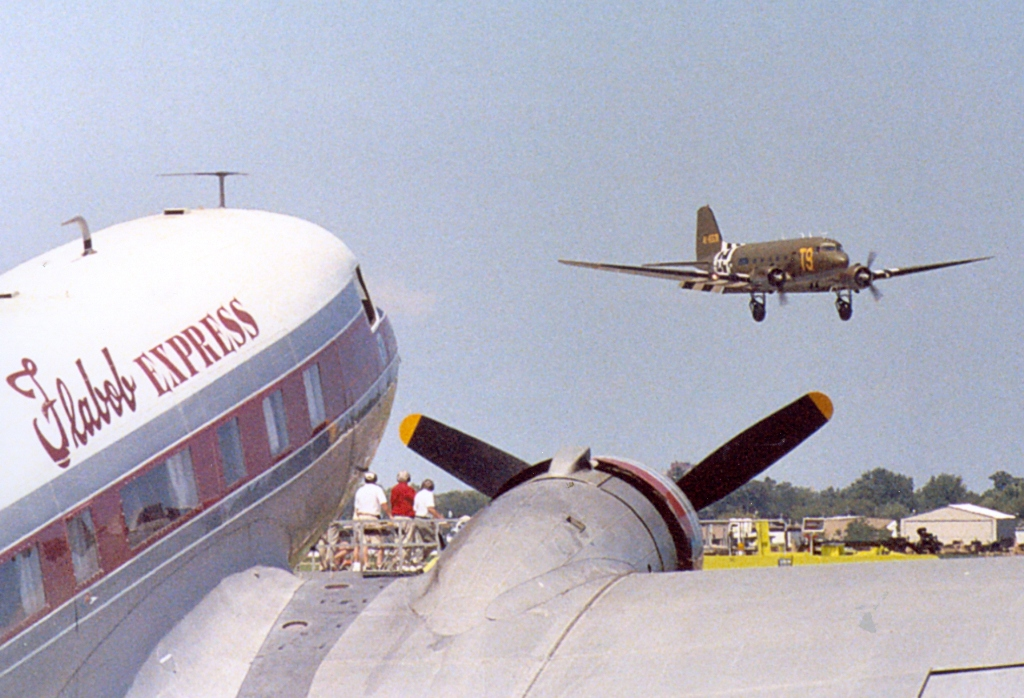
フラボブ空港の「フラボブ・エクスプレス」機（ダグラス DC-3）

フルパバレーを含むロサンゼルス大都市圏の玄関口となる空港は、ロサンゼルスの海岸沿いに立地するロサンゼルス国際空港（IATA: LAX）で、フルパバレーからは100km以上離れている。インランド・エンパイア内、フルパバレーの北西約12kmに立地するオンタリオに立地するオンタリオ国際空港（IATA: ONT）は、ロサンゼルス国際空港を補完する役割の空港で、比較的近距離の便が多いが、大陸横断路線やメキシコ路線も就航している。フルパバレーの市域内にあるフラボブ空港（IATA: RIR）は、1925年にリバーサイド初の民間空港として設置されたもので、カリフォルニア州全体でも現存する空港の中で7番目に長い歴史を持った空港であるが、ゼネラル・アビエーションと呼ばれる、自家用機やチャーター機、ビジネスジェット等の発着に専ら用いられる空港となっている。
州間高速道路I-15は市西端、イーストベールとの市境を南北に通っている。I-15は南北に通る幹線としては西から2番目を通るもので、南へはサンディエゴへ、また北へはラスベガスやソルトレイクシティ方面へと至る。また、市域中央部を東西に通る州道60号線も高速道路規格になっており、ロサンゼルスのダウンタウンへと通じている。

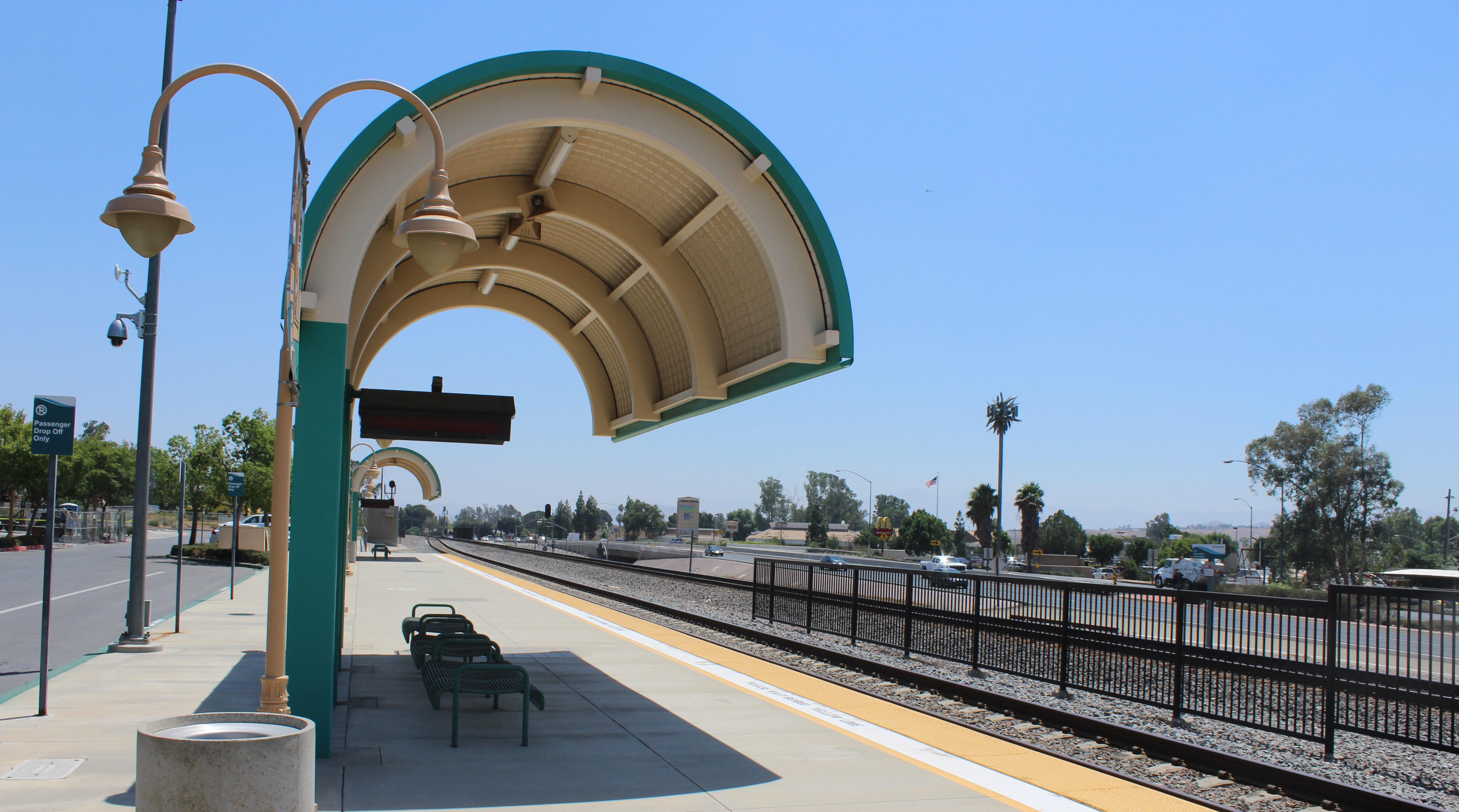
フルパバレー/ペドレー駅

市庁舎の北西約300mに立地するフルパバレー/ペドレー駅には、ロサンゼルスのユニオン駅とリバーサイドとを結ぶ、メトロリンク・リバーサイド線の列車が、朝に西行4本、夕刻に東行3本（いずれも平日のみ）停車する。また、リバーサイド市を中心に、リバーサイド郡内の路線バス網を運行しているリバーサイド交通局（Riverside Transit Agency、RTA）はフルパバレーもカバーしており、#3、#21、#29、#49、#204の5系統がフルパバレー市域内を走っている。

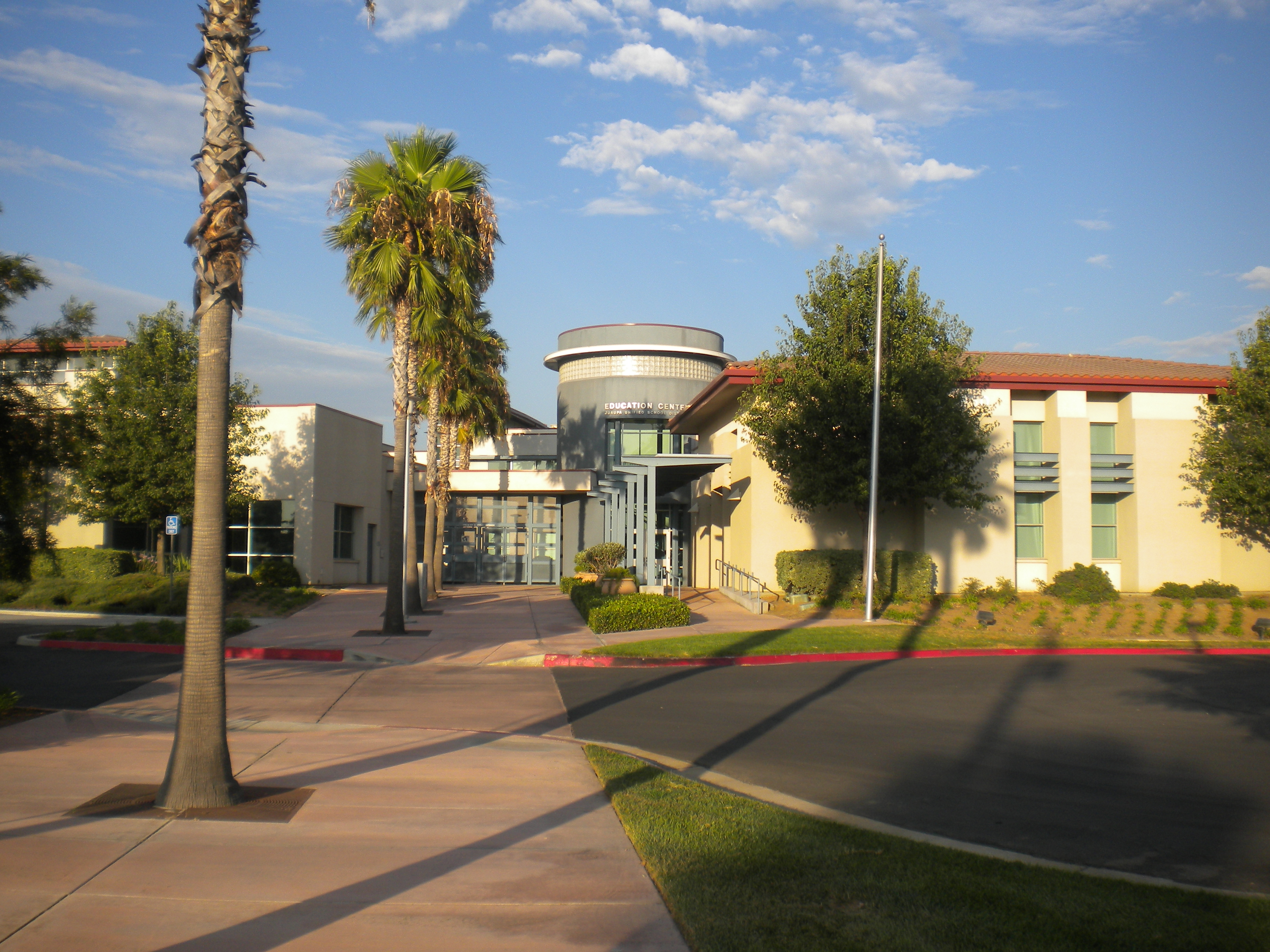
フルパ統一学区本部

## 教育
フルパバレーにおけるK-12課程は主にフルパ統一学区の管轄下にある公立学校によって支えられている。同学区は小学校（幼稚園・1-6年生）17校、中学校（7-8年生）4校（うち1校は小中一貫校）、高校（9-12年生）5校（うち1校は継続教育校）を有し、約19,000人の児童・生徒を抱えている。そのうち、ヒスパニック系の児童・生徒が全体の85%以上を占めている。

## 文化と名所

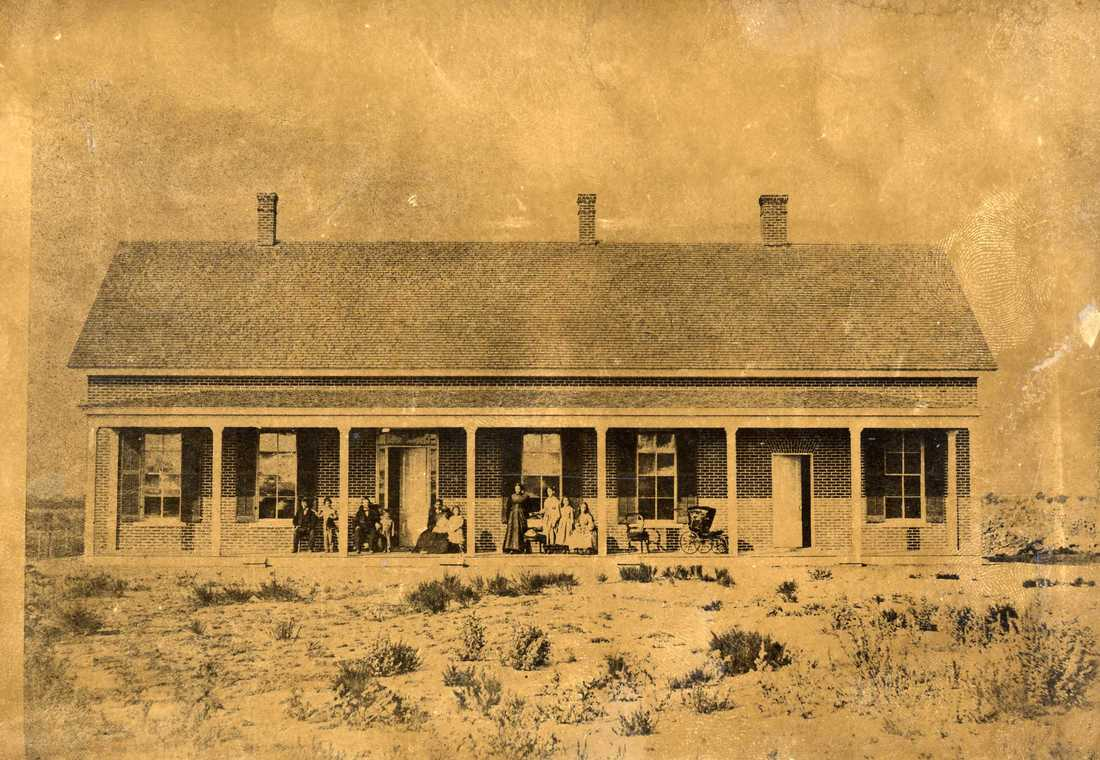
ジェンセン・アルバラード牧場（1870年）

市東部のルビドゥ地区、フラボブ空港のすぐ北にはジェンセン・アルバラード牧場が立地している。この牧場は、デンマークの元船長コーネリアス・ジェンセンが妻のメルセデス・アルバラードと共に、1870年にこの地に移り住んで開いたもので、1970年代まではその子孫たちによって農牧が行われていた。その後、リバーサイド郡当局が保存のために家屋と敷地30エーカー（12ha）を買い取り、家屋を歴史博物館として一般に公開している。加えて、敷地内では家畜も飼育されている。また、毎年9月の最終週末には南北戦争の再現イベントが、また11月の第2土曜日には収穫祭が、この牧場を会場として行われる。ジェンセン・アルバラード牧場は、1979年に国家歴史登録財に指定されている。
フルパ山の南麓、州道60号線と並行して通るグラナイト・ヒル・ドライブ沿いにはフルパ・マウンテンズ・ディスカバリー・センターが立地している。同センター内には、ルース・アンド・サム・カービー地球科学博物館や、グラナイト・ヒルズ育苗場がある。また、同センターは、恐竜等の化石、カリフォルニアの地質、カリフォルニア・ゴールドラッシュ、考古学、生態系、フルパ山の植物といった、多岐にわたるフィールドワークも提供している。
フルパバレーには大小30の公園やレクリエーション施設が設置されている。中でも、市東部のサンタアナ河岸近く、フラボブ空港のすぐ南にあるランチョ・フルパ地域公園は200エーカー（81ha）の広さを誇り、遊具、釣りのできる2つの池、ディスクゴルフ場、そしてテントでもRVでも利用できるキャンプ場を備えている。同園内にはリバーサイド郡地域公園・オープンスペース局の本部が置かれている。